# Liste des députés européens de Grèce de la 5e législature
Cet article présente la liste des députés européens de Grèce pour la mandature 1999-2004, élus lors des élections européennes de 1999 en Grèce.
| Nom                                                                 | Parti                              | Groupe  |
| ------------------------------------------------------------------- | ---------------------------------- | ------- |
| Nikólaos Chountís (Remplace Alékos Alavános le 15 avril 2004.)      | Synaspismós                        | GUE/NGL |
| Konstantinos Alyssandrakis                                          | Parti communiste de Grèce          | GUE/NGL |
| Ioannis Averoff                                                     | Nouvelle Démocratie                | PPE-DE  |
| Emmanouil Bakopoulos                                                | Mouvement social-démocrate         | GUE/NGL |
| Alexandros Baltas                                                   | Mouvement socialiste panhellénique | PSE     |
| Giorgos Dimitrakopoulos                                             | Nouvelle Démocratie                | PPE-DE  |
| Myrsíni Zorbá (Remplace Petros Efthymiou le 13 avril 2000.)         | Mouvement socialiste panhellénique | PSE     |
| Merópi Kaldí (Remplace Christos Folias le 24 mars 2004.)            | Nouvelle Démocratie                | PPE-DE  |
| Stávros Xarchákos (Remplace Mariétta Yannákou le 4 septembre 2000.) | Nouvelle Démocratie                | PPE-DE  |
| Kostís Hadjidákis                                                   | Nouvelle Démocratie                | PPE-DE  |
| Ánna Karamánou                                                      | Mouvement socialiste panhellénique | PSE     |
| Yeóryios Katiforis                                                  | Mouvement socialiste panhellénique | PSE     |
| Efstratios Korakas                                                  | Parti communiste de Grèce          | GUE/NGL |
| Ioannis Koukiadis                                                   | Mouvement socialiste panhellénique | PSE     |
| Dimitrios Koulourianos                                              | Mouvement social-démocrate         | GUE/NGL |
| Ródi Krátsa-Tsagaropoúlou                                           | Nouvelle Démocratie                | PPE-DE  |
| Minerva Melpomeni Malliori                                          | Mouvement socialiste panhellénique | PSE     |
| Ioannis Marinos                                                     | Nouvelle Démocratie                | PPE-DE  |
| Emmanouil Mastorakis                                                | Mouvement socialiste panhellénique | PSE     |
| Mihalis Papagiannakis                                               | Synaspismós                        | GUE/NGL |
| Ioannis Souladakis                                                  | Mouvement socialiste panhellénique | PSE     |
| Ioannis Patakis (Remplace Ioannis Theonas le 30 janvier 2001.)      | Parti communiste de Grèce          | GUE/NGL |
| Antonios Trakatellis                                                | Nouvelle Démocratie                | PPE-DE  |
| Dimitris Tsatsos                                                    | Mouvement socialiste panhellénique | PSE     |
| Christos Zacharakis                                                 | Nouvelle Démocratie                | PPE-DE  |
| Myrsíni Zorbá                                                       | Mouvement socialiste panhellénique | PSE     |